# Пятая триеннале в Милане
V триеннале — миланская триеннале, прошедшая с 10 мая по 31 октября 1933 года.

## Общие сведения
|  |  |  |  |  |  |  |
|  |  |  |  |  |  |  |

В 1923 году на Королевской вилле в Монце в 15 км от Милана начала проводиться биеннале. Там были проведены выставки 1923, 1925, 1927 и 1930 годов. 

В 1933 году выставка переехала в Милан. Пятая выставка декоративного и промышленного искусства была первой из тех, что организовывались в Милане, а не на Вилла Реале. С 1933 года выставка из биеннале превратилась в триеннале.
Выставка была открыта в мае 1933 года в новом Палаццо дель Арте (Дворец искусств Бернокки), переданном городу Милан Антонио Бернокки, и также распространилась на Парк Семпионе, где было построено сорок временных экспериментальных конструкций, спроектированных наиболее известными итальянскими архитекторами того времени  Эрнесто Бонтадини, Джузеппе Терраньи, Гуальтьеро Гальманини, Пьетро Линджери, Луиджи Фиджини, Джино Поллини, Пьеро Боттони, Пьеро Порталуппи, группой BBPR.
На строительство дворца было пожертвовано 5 млн лир. 
На открытии выставки присутствовал Виктор Эммануил III. Президентом выставки стал Джулио Барелла, главный редактор газеты Il Popolo d’Italia. 
Выставку сформировал Джо Понти. Девиз выставки — «Стиль и цивилизация». 
Выставка была проведена с 10 мая по 31 октября 1933 года.  В выставке участвовало 11 стран. Она была организована под патронажем Международного бюро выставок.
Выставка представляла собой синтез архитектуры и монументального искусства. Главным элементом выставки стала архитектура под влиянием правительства Италии, которое стремилось развивать современную архитектуру. В архитектуре и прикладном искусстве была представлена эстетика Новеченто.
На выставке были представлены скульптурный рельеф «Рыбаки» Карло Сесса и Леоне Лоди по проекту Марио Сирони, композиции «Моисей, спасенный из воды», «Хлеб» и «Сбор винограда» скульпторов Артуро Мартини, Иво Соли и Альберто Салиетти, фриз на темы «Работа» (Марио Сирони), «Матери», «Крестьянки», «Работницы» (Массимо Кампильи), «Спортивные игры» (Акилле Фуни), «Культура Италии» (Джорджо де Кирико), мозаичное панно «Искусства»
Были представлены экспозиции проектов Адольфа Лооса, Ле Корбюзье, Эриха Мендельсона, Людвига Миса ван дер Роэ, Вальтера Гропиуса, Виллема Маринуса Дюдока, Йозефа Хоффмана, Фрэнка Ллойда Райта, Андре Люрса, Константина Мельникова и Огюста Перре. 
В разделе «Декоративные и промышленные искусства» были секции ювелирного дела, мебели, ткани, кружев и вышивки, стекла, металла и освещения, керамики. Присутствовали фотомонтажи.
Действовал павильон печати Лучиано Бальдессари. Внутри него экспонировались выставки современного графического искусства и современной итальянской печати. Также действовала международная выставка транспорта.

В парке Семпионе действовал павильон «Станция аэропорта» («Павильон футуристического движения»). В его создании участвовали Фортунато Деперо и Луиджи Филья. В парке действовала 21 постройка  гражданского и жилищного строительства, в том числе павильон «Школа» (Амброджо Антонио Альчати и Умберто Комолли), Дом для женатой пары (Пьеро Порталуппи), Вилла-студия художника (Фиджини и Поллини) 
На выставке была представлена серия фресок и скульптур, собранная Марио Сирони.
Международные участники представили в основном работы в области прикладного искусства и промышленного дизайна.
Экспозиции выставлялись в недавно построенном Палаццо дель Арте, спроектированном Джованни Муцио.
Выставка положила начало традиции использования парка Семпионе как музея под открытым небом. 
Выставка стала отражением современной европейской архитектуры и традиции рационализма.
На выставку был приглашён Константин Мельников. Но власти СССР не выдали разрешение на выезд.
От выставки сохранилась Ликторская башня в парке Семпионе высотой 108 метров, созданная из стальных труб Чезаре Киоди и Этторе Феррари.